# Joseph de Berset
Pour les articles homonymes, voir Berset.
Joseph Sébastien de Berset ou le chevalier de Berset est un militaire français, né le 27 janvier 1775 à Laval (Paroisse de la Trinité), mort le 23 juillet 1834 à Montenay (Château de la Bas Meignée). Il est le frère de Claude-René de Berset, député ultra-royaliste, et l'oncle de Claude de Berset, député sous la Deuxième République. Il est chevalier de l'Ordre de Saint-Louis et Chevalier de la Légion d'Honneur.

## Biographie

### Origine
Membre de la famille Berset, il est le fils de Joseph Berset et de Marie-Françoise Jacquine Foucault de la Bigottière. Son père était officier au régiment du Limousin, gouverneur d'Henrichemont.

### Carrière militaire
Il entre au service en avril 1789 comme élève de la Marine, et après plusieurs embarquements en 1789 et 1790, il embarqua sur la frégate la Prudente aux Antilles en 1790-1791 sous les ordres de Louis Thomas Villaret de Joyeuse. Une division est envoyée pour y rétablir l’ordre. L’opération sera un échec total, la plupart des équipages se mutinant. La Prudente sera l’un des seuls bâtiments où la discipline sera maintenue ce qui fait attirer l’attention sur son commandant.
Il participe à la campagne de Saint-Domingue et à Terre-Neuve sous les ordres de Louis Thomas Villaret de Joyeuse. Revenu à Lorient, la même année (1790), il retourna à Saint-Domingue en 1791, et y fut employé comme commandant de goélette, puis d'un fort contre les esclaves révoltés. Il retourne à son bord pour faire la station de terre-Neuve d'où il est revenu au mois de novembre 1792.

### Virée de Galerne
Il quitte la marine en octobre 1793 pour servir dans l'Armée catholique et royale de Vendée lors de la Virée de Galerne. Il participe avec son père à la campagne d'Henri de La Rochejaquelein. Il sert sous les ordres d'Antoine-Philippe de La Trémoille, prince de Talmont comme lieutenant de cavalerie. Il est blessé à la Bataille de Pontorson en novembre 1793. 

### Armée catholique et royale
Après la Bataille du Mans, et la destruction de l'Armée catholique et royale de Vendée, ils ne rentrent en Vendée qu'en 1794, et s'attachent l'armée de François Athanase Charette de La Contrie, où Joseph de Berset entre comme aide-de-camp.
Il gravit tous les échelons. Il est plusieurs fois blessé grièvement. Il a été fait commandant d'un bataillon d'élite de l'Armée catholique et royale en 1795. Il est blessé d'un coup de sabre en décembre 1795. Il est colonel, chef de division en 1796. Il est blessé de 13 coups de sabre, lorsque se battant à un contre dix, il fut laissé pour mort en accompagnant son chef sur le champ de bataille le 27 février 1796. Il est nommé chef de division trois jours après. Sauvé comme par miracle, il est rentré à Nantes en juillet 1796.

### Chouannerie
En 1797, le Coup d'État du 18 fructidor an V le fait déporter avec son père, et son frère en Angleterre. Il est fait chevalier de l'ordre de Saint-Louis par Fortuné Guyon de Rochecotte le 5 juin 1797. Il est rentré en 1798. 

### Premier Empire
Il est arrêté en 1800 comme suspect, puis a servi sous les ordres de Louis Auguste Victor de Ghaisne de Bourmont en 1801, puis est resté tranquille jusqu'en 1814.
Lors de la Première Restauration, il fut nommé chef d'une légion de la garde nationale de Laval. Pendant les Cent-Jours, il prend le commandement des royalistes armés du département de la Mayenne sous les ordres de Louis d'Andigné. Il fait crier lors du retour de Napoléon Ier VIVE LE ROI à toute la garde nationale de Laval, et commande le département de la Mayenne par Intérim. 

### Seconde Restauration
Le préfet de la Mayenne André d'Arbelles, qui louait son équité, son impartialité et sa modération, le recommandait comme commandant de la garde nationale du département, estimant qu'il était le mieux à même de rallier les anciens des armées royales de l'Intérieur, qui ne voulaient pas servir sous les ordres d'officiers bonapartistes. Les anciens des armées impériales lui auraient de leur côté demandé de se mettre à leur tête pour chasser les troupes d'occupation prussiennes, dont les exactions étaient très mal vécues par le population du département de la Mayenne.
Il ne fut pas choisi, mais fut désigné  pour occuper en avril 1816, la fonction nouvelle de grand Prévôt du département de la Mayenne. Il fut confirmé dans son grade de colonel le 9 janvier 1816. A la suppression des postes des prévôtés le 20 mai 1818, il demanda à être employé dans son grade et devint le 23 décembre 1818, lieutenant de Roi (commandant de place) à Boulogne-sur-Mer.  Il est chevalier de la Légion d'honneur le 20 août 1824. Désigné pour aller occuper un poste similaire au Havre en  décembre 1826, puis à Sedan en 1827, il obtint de rester à Boulogne.

### Monarchie de Juillet
Il est démissionnaire de l'armée en aoput 1830, et retiré à Montenay (Château de la Bas Meignée). Il demanda à bénéficier d'une pension ; elle lui fut refusée au motif qu'il ne comptait pas les 30 années de services nécessaires.
Il a laissé plusieurs commentaires à Urbain-René-Thomas Le Bouvier-Desmortiers pour sa Vie du général Charette, commandant en chef les armées catholiques et royales dans la Vendée et dans tous les pays insurgés en 1823.

## Sources
- Bernard Sonneck, Les Décorés de la Légion d'honneur de la Mayenne, Éditions Régionales de l'Ouest, 2006, volume 1, 1803-1848, p. 209.